# Słopnice (gmina)
Słopnice – gmina wiejska w województwie małopolskim, w powiecie limanowskim. Gmina powstała 1 stycznia 1997 r. dekretem ówczesnego Prezesa Rady Ministrów Włodzimierza Cimoszewicza. W latach 1997–1998 gmina położona była w województwie nowosądeckim, a od 1999 r. jest położona w województwie małopolskim.
Siedziba gminy to Słopnice. Gminę tworzy jedna wieś Słopnice oraz osada Zaświercze.
Według danych z 31 grudnia 2023 gminę zamieszkiwało 7085 osób.

## Struktura powierzchni
Według danych z roku 2007 gmina Słopnice ma obszar 56,74 km², w tym:
- użytki rolne: 53%
- użytki leśne: 40%

Gmina stanowi 5,96% powierzchni powiatu.

## Demografia

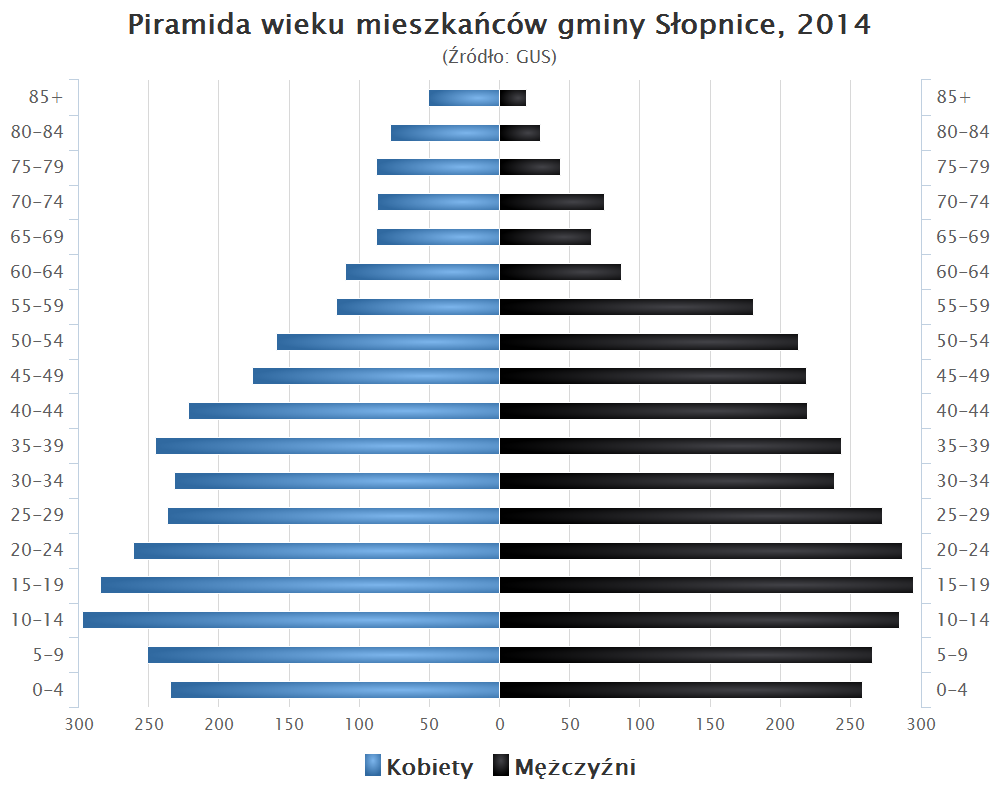
Piramida wieku mieszkańców gminy Słopnice w 2014 roku

Dane z 31 grudnia 2023:
| Opis                              | Ogółem | Ogółem | Kobiety | Kobiety | Mężczyźni | Mężczyźni |
| --------------------------------- | ------ | ------ | ------- | ------- | --------- | --------- |
| jednostka                         | osób   | %      | osób    | %       | osób      | %         |
| populacja                         | 7085   | 100    | 3507    | 49,4    | 3578      | 50,6      |
| gęstość zaludnienia (mieszk./km²) | 124    | 124    | 61,8    | 61,8    | 63        | 63        |

## Sołectwa
W gminie Słopnice ustanowiono pięć sołectw: Słopnice Dolne Królewskie, Słopnice Mogielica, Słopnice Górne, Słopnice Granice oraz Słopnice Dolne Szlacheckie.

## Sąsiednie gminy
Dobra, Kamienica, Limanowa, Limanowa (miasto), Szczawa, Tymbark